# Schwitzbad

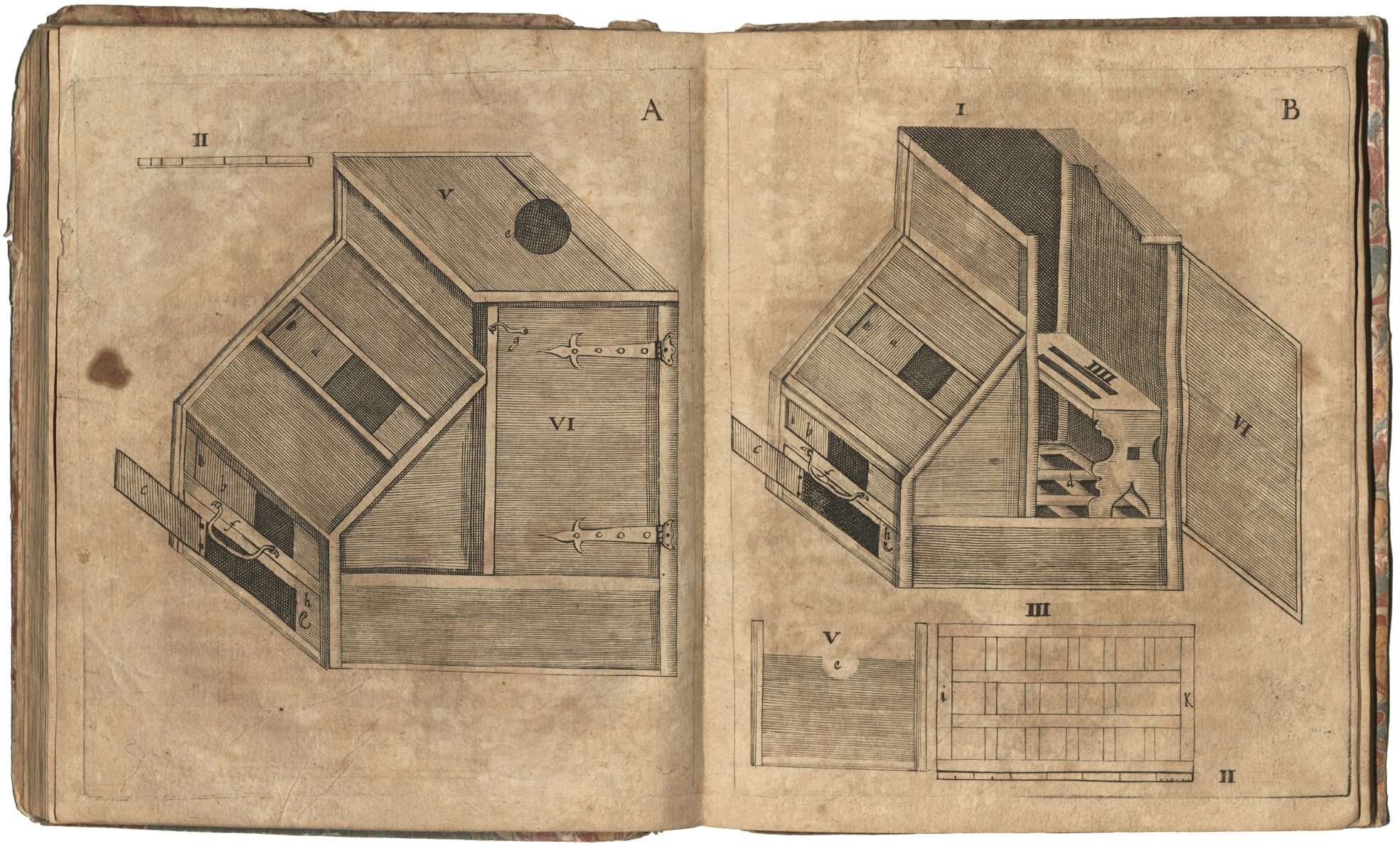
Historischer Schwitzkasten während der Pestepidemie 1680 in Leipzig

Ein Schwitzbad, früher auch Schweißbad (von mittelhochdeutsch sweizbat), ist ein Bad, das durch Heißluft, Dampf (als Dampfbad) oder Wasser starkes Schwitzen bewirken soll.
Johann Christoph Adelungs Grammatisch-kritisches Wörterbuch der Hochdeutschen Mundart definierte 1798 ein Schwitzbad als 

„ein Bad, da man die Säfte des Leibes durch Schwitzen reiniget, und der Ort, der dazu bequem eingerichtet ist; das Schweißbad.“

In sogenannten Schwitzkuren werden insbesondere bei Erkältungen oder rheumatischen Erkrankungen zusätzlich schweißtreibende Mittel (Diaphoretika) zum Beispiel in Form von Heiltees eingesetzt. Weitere Methoden bei Schwitzkuren sind neben Wärmezufuhr, Wärmestauung und Diathermie.
Zu Orten, an denen seit der Antike Schwitzbäder durchgeführt werden, zählen unter anderem zumeist hölzerne Schwitzkästen (historisch), Badehäuser und Thermalbäder wie Saunen, Thermen, Banja (russisches Bad), Hammām (türkisches Bad), Sentō (japanisches Bad), Sudatorien und indianische Schwitzhütten.